# 芳井町
芳井町（よしいちょう）は、岡山県の南西部にある町である。後月郡に属した。現在は井原市に編入され、町役場は井原市役所芳井支所となっている。

## 地理
吉備高原の南端に位置し、広島県と境を接していた。町の大半が丘陵と山林で、小田川が北から南に貫流している。

## 沿革
- 1904年（明治37年） - 芳水村・足次村の2村が合併し芳井村となる。
- 1924年（大正13年） - 町制を施行し芳井町となる。
- 1954年（昭和29年） - 芳井町・明治村・共和村・三原村の1町3村が対等合併し新・芳井町となる。
- 2005年（平成17年）3月1日 - 小田郡美星町とともに井原市に編入合併され消滅した。

## 地域

### 教育
- 芳井町立芳井小学校
- 芳井町立川相小学校（統廃合）
- 芳井町立明治小学校（統廃合）
- 芳井町立共和小学校（統廃合）
- 芳井町立芳井中学校

現在は各校とも井原市立
統廃合した3つの小学校は芳井小学校に合併

## 交通
- 町内を通る鉄道路線はない。

### 道路
高速道路
なし
一般国道
- 国道313号（ロマンチック街道313）

主要地方道
- 岡山県道・広島県道9号芳井油木線
- 岡山県道77号美星高山市線

一般県道
- 広島県道・岡山県道104号坂瀬川芳井線
- 岡山県道291号黒忠井原線
- 岡山県道294号下鴫川上線
- 岡山県道297号高山芳井線
- 岡山県道298号上大竹種線

旧街道
- 東城往来 雲州街道 （国道313号、岡山県道・広島県道9号芳井油木線）
- 石州街道 （岡山県道77号美星高山市線、広島県道・岡山県道104号坂瀬川芳井線）
- 備中往来 （国道313号、岡山県道294号下鴫川上線、岡山県道297号高山芳井線）
- 八日市往来 （岡山県道291号黒忠井原線）

## 見どころ

### 名所・旧跡
- 天神峡
- 桜渓塾
- 仙骨峡
- 鳴滝峡
- 糸崎八幡神社
- 中山天神社

## 文化

### 祭り・催し
- 三原渡り拍子

## 出身人物・ゆかりの人物
- 内山完造 - 内山書店創業者。日中両国で書店を経営し、魯迅ら日中の文化人との親交で知られた。
- 河合弘道 - 政治家・米子市長
- 山成大年 ‐ 医師・緒方洪庵との親交が深く種痘をいち早く広めるなど、地域医療、人材育成に多大な貢献をした。
- 緒方研堂- 元名は大戸郁造・医師・山成大年に見いだされ、緒方洪庵の右腕となり緒方姓を名乗る。緒方貞子の夫、四十郎は子孫。
- 山成喬六 - 官僚・実業家・大蔵省主計局長、満州中央銀行副総裁
- ノブ - お笑いコンビ・千鳥のメンバー
- 藤川千愛 - 歌手